# Dissection artérielle

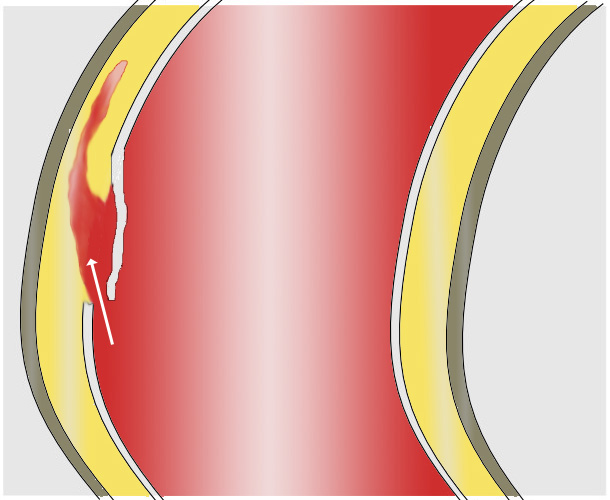
Schéma d'une dissection aortique.

La dissection artérielle consiste en la modification d'une des 3 couche formant la paroi vasculaire, c'est-à-dire l'intima (la plus profonde), la média ou l'adventice (la plus superficielle). Elles peuvent être dû à une occlusion, thromboembolie ou plus rarement à la suite d'un traumatisme.
En fonction de la localisation de l'artère touchée, on les nommera différemment.
Les dissection artérielle sont une cause rare d'AVC.
Il existe plusieurs types de dissections artérielles, voici les principales
- Déchirure intimale
- Hématome de paroi
- Sous-adventielle (causant un risque de pseudo-anévrisme, mieux connu sous anévrisme disséquant)
- Sous-intimal (cause une sténose ou occlusion de l'artère en question)

Suivant la localisation de l'artère, on parle de
- dissection aortique ;
- dissection d'une artère cervicale ;
- dissection de l'artère coronaire.